# Yorosso (Kreis)

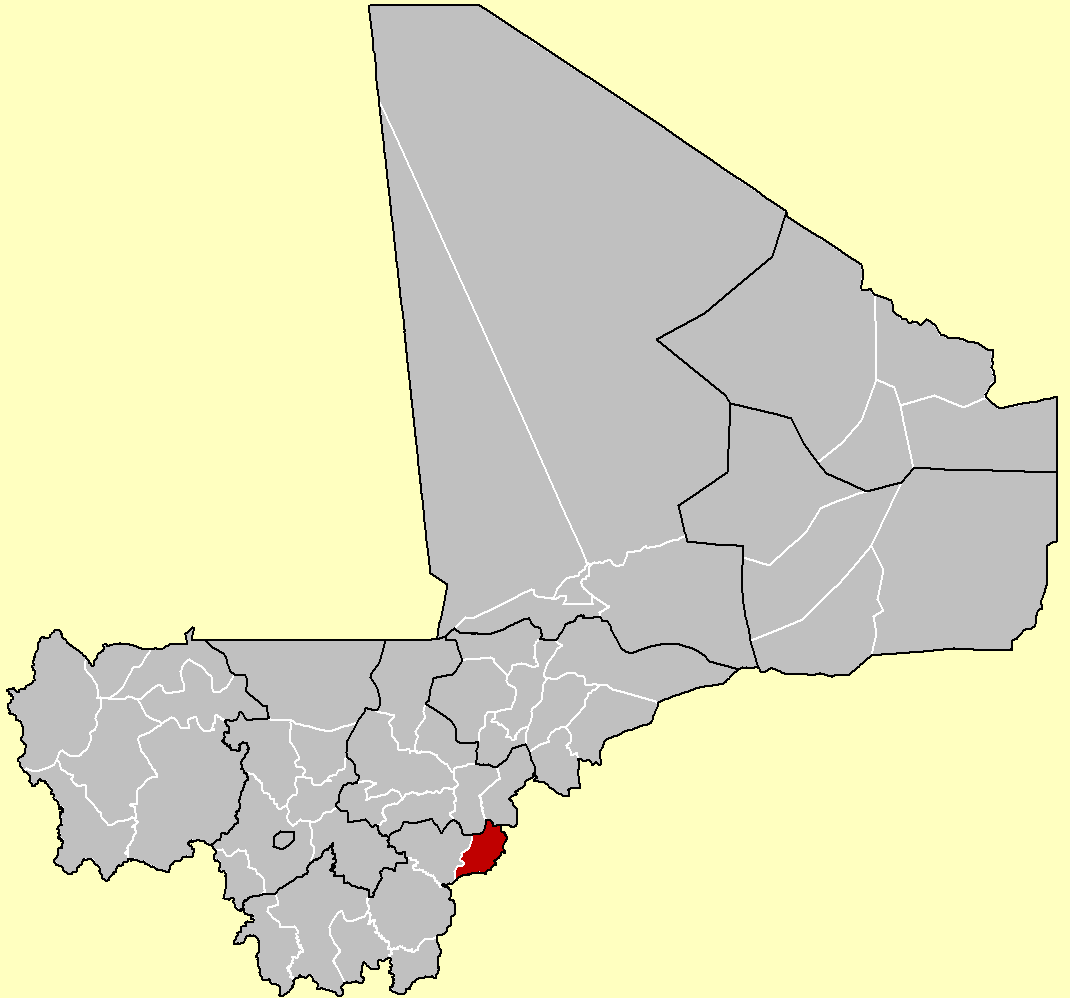
Kreis Yorosso

Yorosso ist der Name eines Kreises (franz. cercle de Yorosso) in der Region Sikasso in Mali.
Der Kreis teilt sich in neun Gemeinden, die Einwohnerzahl betrug beim Zensus 2009 211.508 Einwohner. (Zensus 2009)
Gemeinden: Yorosso (Hauptort), Boura, Karangana, Kiffosso, Koumbia, Koury, Mahou, Ménamba, Ourikéla.